# غضروف ليفي ثلاثي
يتكون مجمع الغضروف الليفي الثلاثي من القرص الليفي الثلاثي والأربطة الزندية الراديوية والأربطة الزندية.

## هيكل

### قرص الغضروف الليفي الثلاثي
القرص الغضروفي الليفي الثلاثي هوَ قرص مفصلي يقع على قطب الزند البعيد. لها شكل مثلث وجسم ثنائي التقعر. المحيط أكثر سمكًا من مركزه. الجزء المركزي من القرص الغضروفي رقيق ويتكون من غضروف ليفي غضروفي، غالبًا ما يظهر هذا النوع من الأنسجة في الهياكل التي يمكن أن تتحمل الأحمال الضاغطة. غالبًا ما تكون هذه المنطقة المركزية رقيقة جدًا لدرجة أنها شفافة وفي بعض الحالات تكون غائبة. الجزء المحيطي من القرص الغضرفي هوَ الأوعية الدموية بشكل جيد، في حين أنَ الجزء المركزي لا يحتوي على إمدادات الدم.
تم توصيل القرص هذا بواسطة نسيج سميك بقاعدة الإبر الزندي وبأنسجة أرق بحافة الكعبرة القريبة من السطح المفصلي الرسغي الإشعاعي.

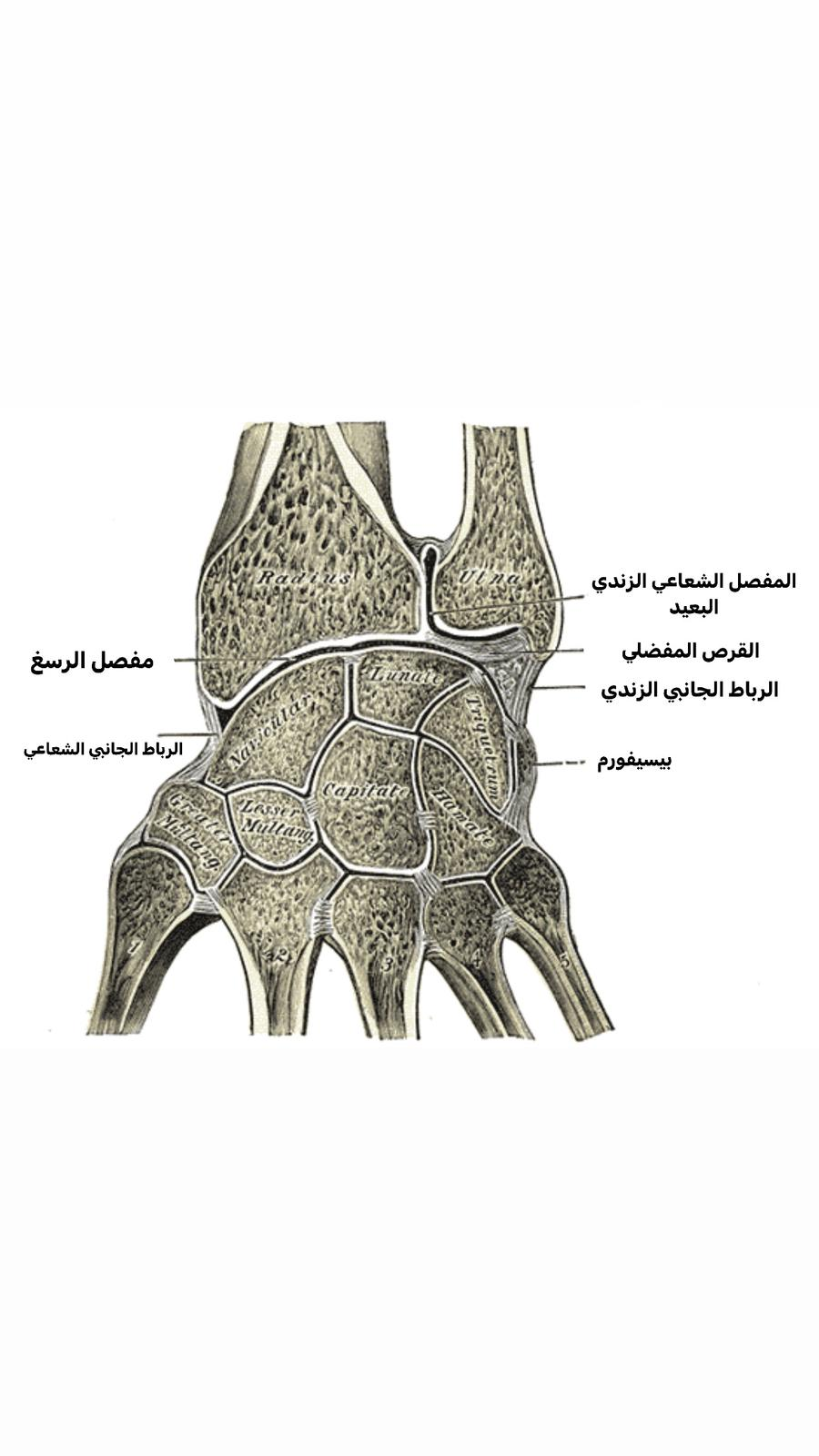
مقطع عمودي من خلال المفاصل في المعصم، مما يدل على تجاويف الزليلي. (قرص مفصلي مكتوب عليه في منتصف اليمين.)

### الأربطة الشعاعية الزندية
الأربطة الشعاعية الزندية هيَ المثبتات الرئيسية للمفصل الزندي الشعاعي البعيد. هناك نوعان من الأربطة الشعاعية الزندية: الأربطة الراحية والأربطة الكعبرية الزندية الظهرية.[بحاجة لمصدر]
تنشأ هذه الأربطة من الحد الإنسي للكعبرة البعيدة وتدخل على الزند في موقعين منفصلين ومتميزين: إبرة الزند والنقرة (أخدود يفصل الإبرية الزندية عن الرأس الزندي). يتكون كل رباط من مكون سطحي ومكون عميق. اُدخلت المكونات السطحية مباشرة على إبرة الزند. تدخل المكونات العميقة أكثر أمامية، في النقرة المجاورة للسطح المفصلي لقبة الزند البعيد.[بحاجة لمصدر]
تتكون الأربطة من الكولاجين الرقائقي الموجه طوليًا لمقاومة أحمال الشد ولديها إمدادات وعائية غنية للسماح بالشفاء.

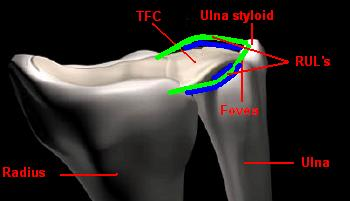
تشريح مجمع الغضروف الليفي الثلاثي.

### الأربطة الرسغية العضلية
تتكون الأربطة الزندية من الأربطة الزندية والأربطة العضلية الذرية. تنشأ من الإبر الزندية وتدخل في عظام الرسغ، اُدخلت الأرباط الزندية في العظم الهلالي والرباط الزندي في عظم مثلثي. تمنع هذه الأربطة الهجرة الظهرية للزند البعيد. هم أكثر إنشدادًا أثناء الاستلقاء، لأنه في الاستلقاء يتحرك الإبرية الزندية بعيدًا عن الجانب الرسغي للعظام الفولية.

### وظيفة
الوظائف الأساسية للغضروف الليفي الثلاثي:
- تغطية رأس الزند عن طريق تمديد السطح المفصلي للكعبرة البعيدة.

- نقل الحمل عبر المفصل الرسغي الزندي وامتصاص الحمل جزئيًا.

- يسمح بتدوير الساعد من خلال إعطاء اتصال قوي ولكن مرن بين الكعبرة البعيدة والزند. كما أنه يدعم الجزء الزندي من الرسغ.

### نقل حمل
الغضروف الليفي الثلاثي مهم في نقل الحمل عبر الجانب الزندي من الرسغ. ينقل القرص الليفي الثلاثي قوى الضغط ويمتصها.
يؤثر التباين الزندي على مقدار الحمل الذي ينتقل عبر الزند البعيد. يتناسب نقل الحمل طرديًا مع هذا التباين الزندي. في التباين الزندي المحايد، تم نقل ما يقرب من 20% من الحمل. مع التباين الزندي السلبي، قللت الأحمل عبر القرص الليفي الثلاثي. يحدث هذا أثناء الاستلقاء، لأنَ الكعبرة تتحرك بعيدًا على الزند ويخلق تباينًا زنديًا سلبيًا، مع التباين الزندي الإيجابي عُكست. ثم زيدت الأحمال التي تنتقل عبر القرص الليفي الثلاثي. يحدث هذا التباين الزندي الإيجابي أثناء الكب.

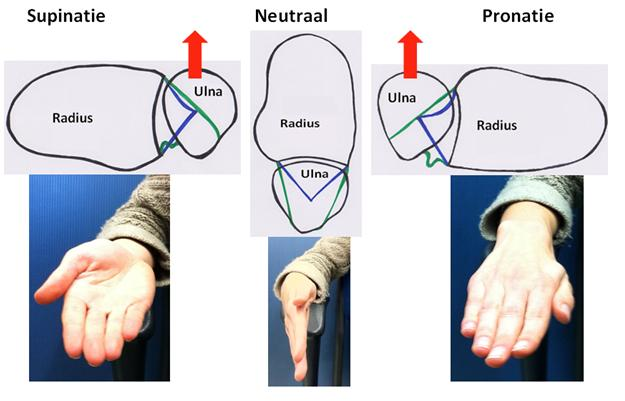
دعم رول.

### دوران
القرص الليفي الثلاثي هوَ عامل استقرار رئيسي للمفصل الزندي الشعاعي البعيد. للتحكم في دوران الساعد، يعمل المفصل الزندي الشعاعي البعيد بالتنسيق مع المفصل الزندي الشعاعي القريب. العلاقة بين الكعبرة البعيدة والزند البعيد، تحافظ على تطابق المفصل الزندي الشعاعي البعيد. اُنشئت هذا المرفق بشكل أساسي بواسطة الأربطة الشعاعية الزندية الخاصة بالغضروف الليفي الثلاثي. تدعم هذه الأربطة المفصل من خلال قوس دورانه.
دور الغضروف الليفي الثلاثي في الاستلقاء والكب هوَ مسألة خلاف. خلص بعض المؤلفين شويند وآخرون إلى أنَ الألياف الظهرية للغضروف الليفي الثلاثي تشد في الكب، والألياف الراحية في الاستلقاء. هذه الاستنتاجات هيَ عكس تلك التي نشرتها مجلة (Af Ekenstam & Hagert).
كلا الطرفين على حق في الواقع، حيث تتكون الأربطة الشعاعية الزندية من رباطين يتكون كل منهما من مكونين آخرين: الأربطة السطحية والأربطة العميقة. أثناء الاستلقاء، شُددت الراحي السطحي والأربطة الظهرية العميقة،[بحاجة لمصدر] مما يمنع الترجمة الراحية للزند. في الكب، عُكست هذا حيث شُددت الأربطة الظهرية السطحية والأربطة الراحية العميقة ومنع الترجمة الظهرية للزند.[بحاجة لمصدر]

## أهمية سريرية
لدى الغضروف الليفي الثلاثي خطر كبير للإصابة والانحطاط بسبب تعقيده التشريحي ووظائفه المتعددة.
يؤدي تطبيق قوة تمديد الكب على معصم الحمل المحوري، كما هوَ الحال في السقوط على يد ممدودة، إلى معظم الإصابات المؤلمة للغضروف الليفي الثلاثي.
يمكن أن تسبب إصابة الدوران الظهري، مثل: عندما يربط المثقاب المعصم ويدور بدلا من اللقمة إصابات رضحية.
قد تحدث الإصابة أيضًا من قوة إلهاء مطبقة على الساعد أو الرسغ. أخيرًا، غالبًا ما يعثر على آفات الغضروف الليفي الثلاثي من قبل المرضى الذين يعانون من كسور الكعبرة البعيدة.
الثقوب والعيوب في الغضروف الليفي الثلاثي ليست كلها مؤلمة. هناك علاقة مرتبطة بالعمر مع الآفات في الغضروف الليفي الثلاثي، ولكن العديد من هذه العيوب بدون أعراالتحميل المزمن والمفرط من خلال المفصل الزندي، يسبب آفات الغضروف الليفي الثلاثي التنكسية. هذه الآفات هيَ أحد مكونات متلازمة الانحشار الزندي.
على الرغم من أنَ التنكس الطبيعي للمفصل الزندي الرسغي شائع جدًا، فمن المهم التعرف عليه. في فحوصات الجثة، كان 30% إلى 70% من الحالات لديها ثقوب بالغضروف الليفي الثلاثي والغضروف من الرأس الزندي، هلال، وتريكيتروم. الحالات ذات التباين السلبي الزندي كان لها تغيرات تنكسية أقل. تحدث هذه الآفات الشائعة من قبل المرضى الذين يعانون من تباين الزندي الإيجابي.
تصنيف بالمر لآفات الغضروف الليفي الثلاثي:
تصنيف بالمر هوَ المخطط الأكثر شهرة. يقسم آفات الغضروف الليفي الثلاثي إلى هاتين الفئتين: الصدمة والتنكسية، يوفر هذا التصنيف وصفا تشريحيًا للآفات، ولا يوجه العلاج أو يشير إلى التشخيص.

### فئة 1 - صدمة.
- الفئة 1 أ. ثقب مركزي.
- الفئة 1 ب. القلع الزندي (مع أو بدون كسر الإبري).
- الفئة 1 ج. القلع القاصي (من الرسغ).
- الفئة 1 د. القلع الكعبري (مع أو بدون كسر الشق السيني).

### فئة 2 - تنكسية (متلازمة الانحشار الزندي).
- الفئة 2 أ. ملابس الغضروف الليفي الثلاثي.
- الفئة 2 ب. ارتداء الغضروف الليفي الثلاثي مع غضروف الرأس الزندي و/أو الزندي.
- الفئة 2 ج. ثقب الغضروف الليفي الثلاثي مع غضروف الرأس القمري و/أو الزندي.
- الفئة 2 د. ثقب الغضروف الليفي الثلاثي مع غضروف الرأس القمري و/أو الزندي، ومع ثقب الرباط لونوتريكيترال.
- الفئة 2 ه. ثقب الغضروف الليفي الثلاثي مع غضروف الرأس القمري و/أو الزندي، مع ثقب في الرباط الطولي، ومع التهاب المفاصل الرسغي الزندي.

### أعراض
عادة ما يعاني المرضى الذين يعانون من إصابة الغضروف الليفي الثلاثي من الألم أو عدم الراحة الموجودة في الجانب الزندي من الرسغ، وغالبًا ما يكون فوق الإبر الزندي مباشرة. ومع ذلك، هناك أيضًا بعض المرضى الذين يبلغون عن ألم منتشر في جميع أنحاء الرسغ بأكمله.
يمكن أن تقلل الراحة من الألم ويمكن أن يؤدي النشاط إلى تفاقمه، خاصة مع الحركات الدوارة (الاستلقاء والكب) للمعصم أو حركات اليد الجانبية في الاتجاه الزندي.
الأعراض الأخرى التي يذكرها المرضى الذين يعانون من إصابة الغضروف الليفي الثلاثي بشكل متكرر هيَ: التورم، فقدان قوة القبضة، عدم الاستقرار، وأصوات الطحن أو النقر (فرقعة) التي يمكن أن تحدث أثناء نشاط الرسغ.

### تشخيص

#### أنامنسيس
قد يسبق إصابات الغضروف الليفي الثلاثي سقوط على ذراع ممدودة، إصابة دورانية في الساعد، صدمة الحمل المحوري إلى الرسغ، أو إصابة إلهاء الرسغ في الاتجاه الزندي. ومع ذلك، لا يمكن لجميع المرضى تذكر حدوث صدمة سابقة.

#### فحص بدني
- الجس: أفضل مكان لجس الغضروف الليفي الثلاثي هوَ بين الزندي الباسطة والزندي الكاربي المثني، البعيد إلى الإبرية الزندية والقريب من العظم الصنوبري.[7] قد يكون الرقة في هذه المنطقة متسقا مع آفة الغضروف الليفي الثلاثي.

- علامة مفتاح البيانو: يمكن أن يتسبب عدم استقرار المفصل الزندي الشعاعي الظهري في ظهور رأس الزند، والذي يمكن الضغط عليه لأسفل. عندما تحرر الضغط، سيعود إلى موضعه مرةً أخرى، تمامًا مثل مفتاح البيانو.

- اختبار الإجهاد المفصل الزندي الشعاعي البعيد: مع هذه المناورة الاستفزازية، ثُبت الرسغ في وضع مائل أو مستلقي، بينما يحاول الطبيب التلاعب بالزند البعيد في الاتجاه الظهري والفولار. يشير التراخي المؤلم إلى عدم استقرار المفصل الزندي الشعاعي البعيد ويشير إلى أمراض الأربطة الشعاعية الزندية.[2]

- اختبار الطحن الزندي: ثُبت الساعد وثُبت الرسغ في الانثناء الظهري. ثم يطبق الطبيب الحمل المحوري، بينما يدور ويحرف الرسغ في اتجاه الزند. يشير الألم والخفقان أثناء هذه المناورة الاستفزازية إلى عدم استقرار المفصل الزندي الشعاعي البعيد أو التهاب المفاصل.[بحاجة لمصدر]

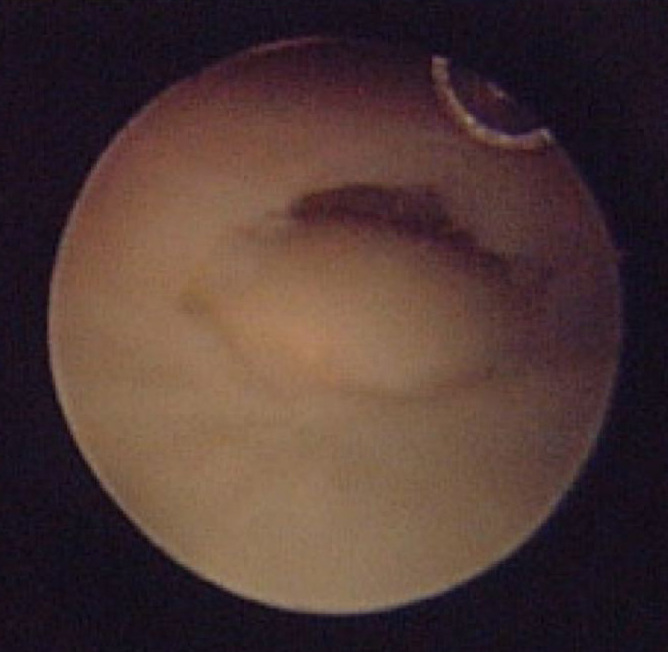
صورة بالمنظار لتمزق مجمع الغضروف الليفي الثلاثي المركزي.

#### تصوير
- الأشعة السينية: اُجريت الأشعة السينية للمعصم في اتجاهين: الخلفي الأمامي والجانبي. الصور الشعاعية مفيدة لتشخيص أو استبعاد كسور العظام المحتملة أو التباين الزندي الإيجابي أو هشاشة العظام. الغضروف الليفي الثلاثي غير مرئي على الأشعة السينية، بغض النظر عن حالته.

- التصوير بالرنين المغناطيسي: هوَ جنًبا إلى جنب مع نتائج الفحص البدني الدقيق، أداة تشخيصية مفيدة لتقييم حالة الغضروف الليفي الثلاثي. ومع ذلك، فإنَ حدوث نتائج التصوير بالرنين المغناطيسي الإيجابية الكاذبة والسلبية الكاذبة مرتفع.[2]

- تصوير المفاصل: حُقن صبغة في مفصل الرسغ. إذا كانت هناك آفة الغضروف الليفي الثلاثي، فسوف تتسرب الصبغة من حجرة مشتركة إلى أخرى.
- تنظير مفصل المعصم: هوَ أداة تشخيصية غازية، لكنه لا يزال حتى يومنا هذا الطريقة الأكثر دقة لتحديد آفات الغضروف الليفي الثلاثي.[8]

ملاحظة: لا يمكن أن تكون تقنيات التصوير ذات صلة إلا مع النتائج السريرية للفحص البدني الذي اُجريت بعناية.
بخلاف إصابة الغضروف الليفي الثلاثي، هناك العديد من الأسباب المحتملة لألم الرسغ من جانب الزندي.

### تشخيص تفريقي لإصابات الغضروف الليفي الثلاثي
- اعتلال الأوتار في وحدة التحكم الإلكترونية.

- كسر الإبرية الزندية.

- كسر الكعبرة البعيدة.

- التهاب المفاصل الزندية الشعاعية البعيدة.

- كسور العظام.

- كسور عظام هامات.

- عدم استقرار الرسغ.

- عدم استقرار العضلة المتوسطة.

- متلازمة المطرقة تحت الوثينار (تخثر الشريان الزندي).

### علاج
العلاج الأولي لكل من آفات الغضروف الليفي الثلاثي الرضحية والتنكسية، مع المفصل الزندي الشعاعي مستقر، هوَ العلاج المحافظ (غير الجراحي). قد ينصح المرضى بارتداء جبيرة مؤقتة أو جبيرة لشل حركة الرسغ والساعد لمدة أربعة إلى ستة أسابيع. يسمح التثبيت بتطور النسيج الندبي الذي يمكن أن يساعد في شفاء الغضروف الليفي الثلاثي. بالإضافة إلى ذلك، يمكن وصف مضادات الالتهاب غير الستيروئيدية عن طريق الفم وحقن المفاصل كورتيكوستيرويد لتخفيف الآلام. يمكن أن يساعد العلاج الطبيعي والعلاج المهني المرضى على التعافي بعد التثبيت أو الجراحة. يمكن أيضًا استخدام أحزمة دعم المعصم المستخدمة في الرياضة في الحالات الخفيفة لضغط وتقليل حركة المنطقة.
مؤشرات جراحة الغضروف الليفي الثلاثي الحادة هي: المفصل الزندي الشعاعي غير مستقر بشكل واضح، أو وجود كسور إضافية غير مستقرة أو نازحة. يشار أيضًا إلى جراحة الغضروف الليفي الثلاثي عندما يثبت أنَ العلاج المحافظ غير كاف في حوالي 8-12 أسبوعًا.
غالبا ما ترتبط كسور عظم الكعبرة بتلف الغضروف الليفي الثلاثي. إذا تم علاج الكسر جراحيًا، فمن المستحسن تقييم وإصلاح الغضروف الليفي الثلاثي إذا لزم الأمر أيضًا. عولجت الكسور المغلقة (حيث لا يزال الجلد سليمًا) في عظم الكعبرة بشكل غير جراحي باستخدام الجبيرة. يمكن أن يساعد الشلل أيضا في شفاء الغضروف الليفي الثلاثي.

### جراحيه

#### تنضير بالمنظار لأنسجة القرص الليفي الثلاثي
الجزء المركزي من القرص الليفي الثلاثي ليس لديه إمدادات الدم وبالتالي ليس لديه قدرة على الشفاء. عندما يحدث تمزق في هذه المنطقة من القرص الليفي الثلاثي، فإنه عادة ما يخلق سديلة غير مستقرة من الأنسجة التي من المحتمل أن تلتقط على أسطح المفاصل الأخرى. ثم يشار إلى إزالة الأنسجة التالفة (التنضير). التنضير بالمنظار كعلاج لتمزقات القرص الليفي الثلاثي التنكسية المرتبطة بالتباين الزندي الإيجابي، للأسف تظهر نتائج سيئة.

#### إصلاح الأربطة الغضروف الليفي الثلاثي بالمنظار
يمكن في بعض الأحيان إجراء خياطة أربطة الغضروف الليفي الثلاثي بالمنظار. ولكن فقط إذا لم يكن هناك ضرر جسيم للأربطة أو الهياكل المحيطة الأخرى. حتى بعد فترة قصيرة من الزمن، تميل الأربطة الممزقة إلى التراجع وبالتالي تفقد الطول من المستحيل خياطة نهايات الرباط المتراجعة معًا مرة أخرى وقد تكون إعادة البناء ضرورية.[بحاجة لمصدر]

#### الإصلاح الجراحي المفتوح للغضروف الليفي الثلاثي
عادة ما تكون الجراحة المفتوحة مطلوبة لإصابات الغضروف الليفي الثلاثي التنكسية أو الأكثر تعقيدًا، أو إذا تسبب تلف إضافي في الرسغ أو الساعد في عدم الاستقرار أو النزوح، إنها تقنية جراحية أكثر توغلًا مقارنة بالعلاج بالمنظار، لكن الجراح لديه رؤية أفضل ووصول إلى الغضروف الليفي الثلاثي.[بحاجة لمصدر]

##### خيارات الجراحة المفتوحة
- خياطة الأربطة الشعاعية الزندية: تمامًا مثل خياطة هذه الأربطة بالمنظار، ممكن فقط عندما لا يكون الضرر خطيرًا جدًا وإذا لم تتراجع عن طرفي الرباط الممزق بعد.

- إعادة البناء التشريحي للأربطة الشعاعية الزندية باستخدام طعم وتر (على سبيل المثال، راحة اليد الطويلة): اُنفقَ طعم الأوتار من خلال ثقوب محفورة في عظام الزندي ونصف القطر. يشار إلى هذا الإجراء لعدم استقرار المفصل الزندي الشعاعي البعيد الناجم عن الغضروف الليفي الثلاثي لا يمكن إصلاحه.[12][3]

- ثني الشبكية الكبسولة أو الباسطة: تهدف هذه التقنية الجراحية إلى تحسين استقرار المفصل الزندي الشعاعي البعيد عن طريق تقصير كبسولة المفصل أو الشبكية الباسطة. يستخدم في الغالب لعدم استقرار المفصل الزندي الشعاعي البعيد الطفيف وهو أقل توغلًا مقارنة بإعادة بناء الأربطة الشعاعية الزندية بشكل كامل.[3][13]

- تقصير العظم الزندي: المرضى الذين يعانون من تباين الزندي الإيجابي هم أكثر عرضة لتلف الغضروف الليفي الثلاثي. قد يساعد تقصير العظم الزندي في تخفيف الضغط الزائد على الغضروف الليفي الثلاثي ومنع المزيد من التنكس.[14]

## روابط خارجية
- orthoped/349 في موقع إي ميديسين.
- Triangular_fibrocartilage_complex على برنامج طب العظام التابع لنظام الصحة بجامعة ديوك [الإنجليزية]‏.